# Hugo Duro
Hugo Duro Perales (Getafe, 1999. november 10. –) spanyol korosztályos válogatott labdarúgó, a Valencia játékosa.

## Pályafutása

### Klubcsapatokban
A Getafe utánpótlás részlegén nevelkedett. 2017. október 24-én mutatkozott be az első csapatban a Deportivo Alavés ellen 1–0-ra elvesztett kupa találkozó 65. percében Chuli cseréjeként. Öt nappal később a tartalékok között is bemutatkozhatott a CD El Álamo csapata ellen Carlos Calderón cseréjeként. November 19-én a DAV Santa Ana ellen első két gólját is megszerezte. 2018. március 17-én a Real Sociedad elleni élvonalbeli találkozón debütált a bajnokságban Jorge Molina cseréjeként. 2020. július 8-án megszerezte első bajnoki gólját a Villarreal ellen.
2020. augusztus 27-én jelentették be, hogy egy évre kölcsönbe vette a Real Madrid csapata vételi opcióval, de első sorban a tartalék csapatban számítanak rá. Október 18-án góllal mutatkozott be a Castillában a Las Rozas elleni bajnoki mérkőzésen. A november 25-én megrendezett Internazionale  elleni UEFA-bajnokok ligája mérkőzésen szerepelt Zinédine Zidane első csapatában először, de pályára nem lépett. 2021. február 20-án a felnőttek között a bajnokságban is bemutatkozott, a Real Valladolid ellen 1–0-ra megnyert mérkőzésen a 66. percben Mariano Díaz cseréjeként lépett pályára.
2021. augusztus 31-én egy szezonra vásárlási opcióval került kölcsönbe a Valencia csapatához. Szeptember 12-én mutatkozott be a CA Osasuna ellen idegenben 4–1-re megnyert bajnoki mérkőzésen a második játékrészben José Gayà cseréjeként. Szeptember 19-én megszerezte első gólját a Real Madrid ellen 2–1-re elvesztett bajnoki találkozón. Három nappal később a Sevilla ellen csapata egyetlen gólját szerezte meg a 3–1-re elvesztett bajnoki mérkőzésen. November 7-én az Atlético Madrid ellen a 85. percben Hélder Costa cseréjeként lépett pályára és két gólt szerzett, így 3–3-ra végződött a találkozó. 2022 májusában 4 millió euróért véglegesítették a szerződtetését, négy évre írt alá.

### A válogatottban
2020. szeptember 3-án mutatkozott be a spanyol U21-es válogatottban a macedón U21-es labdarúgó-válogatottja ellen góllal. A 2021-es U21-es labdarúgó-Európa-bajnokság selejtező mérkőzését 1–0-ra nyerték meg a spanyolok.

## Statisztika
2021. november 7-i állapotnak megfelelően.
| Klub                 | Szezon   | Bajnokság          | Bajnokság | Bajnokság | Kupa  | Kupa  | UEFA  | UEFA  | Egyéb | Egyéb | Összesen | Összesen |
| Klub                 | Szezon   | Osztály            | Mérk.     | Gólok     | Mérk. | Gólok | Mérk. | Gólok | Mérk. | Gólok | Mérk.    | Gólok    |
| -------------------- | -------- | ------------------ | --------- | --------- | ----- | ----- | ----- | ----- | ----- | ----- | -------- | -------- |
| Getafe               | 2017–18  | La Liga            | 2         | 0         | 1     | 0     | —     | —     | —     | —     | 3        | 0        |
| Getafe               | 2018–19  | La Liga            | 11        | 0         | 3     | 0     | —     | —     | —     | —     | 14       | 0        |
| Getafe               | 2019–20  | La Liga            | 12        | 1         | 1     | 0     | 2     | 0     | —     | —     | 15       | 1        |
| Getafe               | 2021–22  | La Liga            | 1         | 0         | 0     | 0     | —     | —     | —     | —     | 1        | 0        |
| Getafe               | Összesen | Összesen           | 26        | 1         | 5     | 0     | 2     | 0     | 0     | 0     | 33       | 1        |
| Getafe B             | 2017–18  | Tercera División   | 24        | 9         | —     | —     | —     | —     | —     | —     | 24       | 9        |
| Getafe B             | 2018–19  | Tercera División   | 24        | 14        | —     | —     | —     | —     | 2     | 3     | 26       | 17       |
| Getafe B             | 2019–20  | Segunda División B | 23        | 11        | —     | —     | —     | —     | —     | —     | 23       | 11       |
| Getafe B             | Összesen | Összesen           | 71        | 34        | 0     | 0     | 0     | 0     | 2     | 3     | 73       | 37       |
| Real Madrid Castilla | 2020–21  | Segunda División B | 19        | 12        | —     | —     | —     | —     | 1     | 0     | 20       | 12       |
| Real Madrid Castilla | Összesen | Összesen           | 19        | 12        | 0     | 0     | 0     | 0     | 1     | 0     | 20       | 12       |
| Real Madrid          | 2020–21  | La Liga            | 2         | 0         | 0     | 0     | 1     | 0     | 0     | 0     | 3        | 0        |
| Real Madrid          | Összesen | Összesen           | 2         | 0         | 0     | 0     | 1     | 0     | 0     | 0     | 3        | 0        |
| Valencia             | 2021–22  | La Liga            | 10        | 4         | 0     | 0     | —     | —     | —     | —     | 10       | 4        |
| Valencia             | Összesen | Összesen           | 10        | 4         | 0     | 0     | 1     | 0     | 0     | 0     | 10       | 4        |
| Összesen             | Összesen | Összesen           | 128       | 52        | 5     | 0     | 3     | 0     | 3     | 3     | 139      | 54       |

1. ↑  Magában foglalja a Bajnokok ligájában és az Európa-ligában való pályára lépeseit is.
2. ↑  Magában foglalja a rájátszásban való pályára lépeseit is.

## Sikerei, díjai
- Getafe B
  - Tercera División: 2018–19